# Акаева, Жылдыз Дуйшекеевна
Жылдыз Дуйшекеевна Акаева, литературный псевдоним — Бек Жылдыз (род. 22 августа 1958 года) — киргизский детский писатель, автор книг для детей, в том числе литературных героев Акылай и Актан, лауреат премии имени Тоголок Молдо.

## Биография

### Ранние годы
Жылдыз Акаева родилась в городе Фрунзе (ныне Бишкек) в семье служащего 18 августа 1958 года (по паспорту 22 августа). Большое влияние на её становление оказали бабушка и дедушка, которые жили на берегу реки Шамшы, что находится в Чуйской области недалеко от г. Токмок. 

### Начало творческой деятельности
Немаловажную роль в развитии литературного творчества Жылдыз сыграли красноречивые рассказы бабушки Жукош, мудрые беседы дедушки Жусупа, сказки старенькой соседки и рассказы старшей сестры Дарии, которыми была окружена с детства. На ее творческий путь повлияли произведения киргизского фольклора.
Первое стихотворение «Родной уголок» было написано в 10 лет.
После окончания школы № 24 города фрунзе Жылдыз поступила в Калининский государственный университет на филологический факультет. Первые рассказы были написаны в студенческие годы. Это были детские впечатления о жизни на берегу реки. Позже эти рассказы вошли в сборник «Яблоко-сюрприз», который был опубликован в 2004 году под псевдонимом Бек Жылдыз. После окончания университета Жылдыз вышла замуж и год преподавала русский язык иностранным студентам Калининского медицинского института. Потом переехала жить в город Ош, в котором прожила 17 лет. Работала в Ошском педагогическом институте. В 1997 году вернулась в Бишкек. По словам Жылдыз Акаевой, сказки об окружающей природе появились благодаря сыну Бекжану. Ему было интересно слушать мамины истории, которые она сочиняла на прогулках или перед сном. Ежедневно сын засыпал маму бесчисленными «почему» и Жылдыз не успевала отвечать бесконечные вопросы малыша. Тогда и родилась идея создания интеллектуальной серии книг, которая воплотилась в жизнь спустя годы, благодаря сотрудничеству с программой по образованию «Фонда Ага Хана». Так, были разработаны книжки-игрушки с загадками об окружающей среде, а впоследствии, энциклопедии детям 5-10 лет: «Кооз китеп», «Керемет китеп», «Сонун китеп», «Тарых китеп», изданные при финансовом содействии «Фонда Ага Хана» В 1999 году Жылдыз Акаевой предложили работу главного специалиста международного отдела в Министерстве образования и науки Кыргызской Республики. За 10 лет работы в Министерстве писательница при финансовой поддержке международных организаций подготовила и издала 97 детских книг. Среди них известная серия книг об Акылае и Актане, написанная в соавторстве с поэтессой Субайылдой Абдыкадыровой и изданная Детским Фондом «ЮНИСЕФ». В 2006 году Жылдыз Акаева стала членом Национального Союза писателей Кыргызской Республики. Писательница постоянно принимала участие в конкурсах, которые проводил «Фонд Ага Хана» и другие международные организации. Так, сказка «Песня дружбы, которую придумала гусыня» была переведена на русский, узбекский, таджикский и английский языки. Английская версия книги вошла в 12 лучших рассказов мира.
В 2014 году её рассказ «Где купаются звёзды» был переведен на таджикский язык и опубликован в детском журнала «Чашма» в Душанбе. В 2012 году рассказ «Чий куурчак» — о самодельной кукле киргизов, сделанной из пуговицы, палочек и лоскутков,  был удостоен премии имени Тоголока Молдо Национального Союза писателей КР.
В 2013 году по заказу «Фонда Ага Хана» была написана книга «Менин тоолу мекеним», содержащая познавательную информацию о Кыргызстане. В настоящее время писательница написала трилогию о подростках: «Гоп-стоп», или «Наша зебра», «Я люблю…», «Паутина».  Серия экологических сказок о муравье Му уже полюбилась киргизской детворе задолго до издания, так как писательница проводила первую читку детям, когда объезжала далекие села и джайлоо в горах. Ну, а добрый и любознательный котёнок Мыймый знакомится с новыми друзьями, помогает им и учит детей быть добрыми. «Кумурска Ку» (Муравей Му), «Кумурска Ку жана чегиртке Чеки» (Муравей Му и кузнечик Чеки), «Достор» (Достор), «Куу көпөлөк» (Хитрая бабочка), «Аба-ырайын билгичтер» (Предсказатели погоды), «Кышкы окуя» (Зимняя история), «Мээримдүү кошуна» (Добрый сосед) и другие сказки вошли в сборник сказок, изданный в 2016 году.

### Общественная и профессиональная деятельность
После окончания Калининского государственного университета в 1980 году Жылдыз Акаева преподавала русский язык студентам-иностранцам Калининского медицинского института (ныне Тверского медицинского университета).
С 1982 года по 1997 преподавала теорию русского языка в Ошском педагогическом университете. С 1999 по 2010 годы трудилась в Министерстве образования и науки Кыргызской Республики на разных должностях, в том числе занимала должность начальника международного отдела, а затем главным специалистом отдела учебного книгоиздания. С 2004 по 2005 годы работала, по совместительству, в УВК № 24 учителем этики.
В 2011 году она была избрана ответственным секретарём Национального Союза писателей, где работает в настоящее время. За годы своей литературной деятельности Жылдыз Акаева принимала и принимает активное участие в общественной и культурной жизни страны. Она организовывает литературные встречи читателей с детскими писателями, проводит молодёжные фестивали, литературные праздники для детей, презентации книг, сама встречается с читателями. Выступает по радио и телевидению. Писательница посетила более 20 семинаров по проблемам детской литературы.
Активная гражданская позиция помогает детскому писателю Жылдыз Акаевой быть в курсе всех событий, которые касаются детей. Так, ею написан рассказ «Мороженое» о предотвращении насилия над детьми, который вошел в сборник рассказов для подростков, изданный «Лигой защиты детей».
В настоящее время детский писатель Жылдыз Акаева полна энергии и продолжает претворять свои замыслы в творчестве.

### Награды
Победитель конкурса среди детских писателей «ЮНИСЕФ» 2004 г. Отличник образования Кыргызской Республики 2008 г. Победитель конкурса среди детских писателей Фонда Ага Хана 2008 г. Лауреат премии имени Тоголока Молдо 2012 г.

## Список произведений

### Список произведений на киргизском языке
- Батинкени сөйкөгө алмаштырып жыңайлак калган Айназик
- Таятамдын белеги
- Менин тоолу мекеним Документалдык баян
- Сонун китеп. Энциклопедия
- Керемет китеп. Энциклопедия
- Кооз китеп. Энциклопедия
- Тарых китеп. Энциклопедия
- Чий куурчак
- Дымдама
- Текрен-чал
- Айгөлөктөр бөбөктөр, ширин-ширин мөмөлөр
- Сүйүнчү
- Аяйм бөпөм
- Тазалык-өмүргө-гүл азык
- Өюндан өнөр өнүгөт

### Маленькие рассказы о животных на киргизском языке
- Бир туугандар
- Аарынын бийи
- Жылдызкурттун канаты
- Ийнеликтин канча көзү бар
- Мурут
- Мыймый самын менен жуунганда
- Сарала көпөлөк кайда жашынып калды
- Чегирткенин кулагы
- Кумурска Ку жана чегиртке Чеки
- Аба-ырайын билгичтер

### Список произведений на русском языке, повести, рассказы
- Гоп-стоп, или Наша зебра
- Я люблю…
- Паутина
- Авака и я
- Бурана
- Гусеница и росинка
- Змея
- История из волшебной коробочки. Скатерть-самобранка.
- Луна
- Мы подарили сороке бусы
- Муравей Му
- Сказка о листике
- Скифская сказка
- Солнышко
- Упрямый жук
- Хромой цыплёнок
- Как цапля приходила погулять в сад
- Тайна сакской принцессы
- Телепатия
- Шелковый узелок
- Легенды кыргызской земли
- Рассказ «Мороженое» в сборнике «Элес и его друзья», опубликованное Центром по защите детей
- Подарок 10 белых овечек
- Чий куурчак (рассказ о самодельной национальной киргизской кукле)

### Эссе, статьи
- Бабочки
- Саймалуу-таш
- Большой юбилей журнала для маленьких
- Яблоко-сюрприз. Сборник рассказов и сказок
- Описание героев Гоп-стоп или наша зебра
- Цветы Данакан Адашкановой
- Серебристый тополь под окном

### «Откровенно обо всем»
- Гильда
- Проводы
- Незабываемая встреча в доме Ростовых, Переделкино

### Произведения на иностранных языках
- Elma-surpriz (на турецком)
- Где купаются звезды (на таджикском языке)

### Развивающие методические пособия
- Коопсуздук дептер для 1, 2, 3, 4 классов в соавторстве с учителями
- Билимтай 1, 2, 3 кл. в соавторстве с учителями
- Помогалочка
- Биздин жердин жашылчалары
- Биздин жердин жаныбарлары
- Биздин жердин канаттуулары
- Биздин жердин момо жемиштери
- Уй жаныбарлары
- Ким кайда жашайт
- Эн чону жана эн таттуусу
- Жылдыз курттун окуясы